# Калхун (округ, Флорида)
Калху́н (англ. Callhoun) — округ штата Флорида Соединённых Штатов Америки. На 2000 год в нём проживало 13 017 человек. По оценке бюро переписи населения США в 2007 году население округа составляло 13 410 человек.

## История
Округ Калхун был сформирован в 1838 году. Своё название он получил от Джона Колдвелла Кэлхуна, члена сената от Южной Каролины и седьмого вице-президента США, работавшего при Джоне Адамсе и Эндрю Джексоне. Большинство населения округа остаётся верным южноамериканской культуре и образу жизни, в отличие от жителей центрального и южного районов Флориды, на которые оказала влияние сильная иммиграция. Благодаря этому округ Калхун гораздо более похож на Алабаму, Джорджию или Миссисипи, чем на бо́льшую часть Флориды.